# Podlaski (Białoruś)
Podlaski – dawna wieś na Białorusi, w obwodzie brzeskim, w rejonie prużańskim, w sielsowiecie Suchopol.
W latach 1921–1939 należała do gminy Suchopol.
Według Powszechnego Spisu Ludności z 1921 roku wieś zamieszkiwały 23 osoby, wszystkie były wyznania prawosławnego i zadeklarowały białoruską przynależność narodową. We wsi było 4 budynki mieszkalne.